# Micromorphus micidus
Micromorphus micidus är en tvåvingeart som beskrevs av Octave Parent 1937. Micromorphus micidus ingår i släktet Micromorphus och familjen styltflugor.
Artens utbredningsområde är Costa Rica. Inga underarter finns listade i Catalogue of Life.